# Agrigent

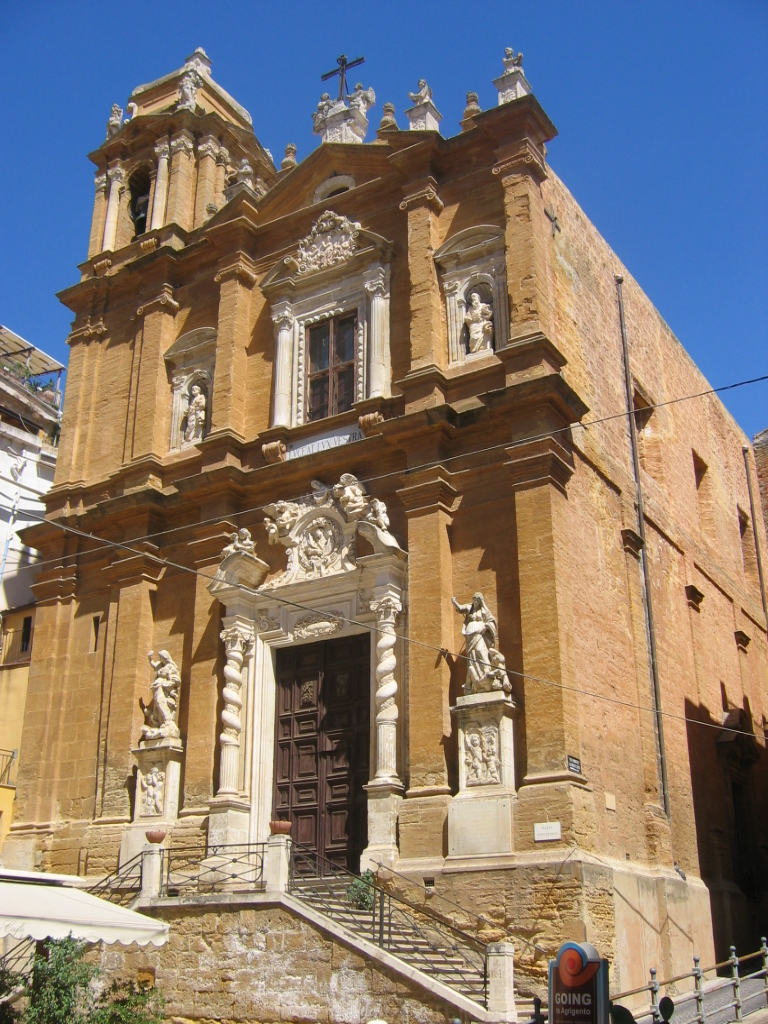
Chiesa San Lorenzo

Agrigent (en italià Agrigento, en sicilià Girgenti) és una ciutat de Sicília situada a la costa sud-oest, entre Selinunt i Gela, a la vora del riu San Biagio. Limita amb els municipis d'Aragona, Cattolica Eraclea, Favara, Joppolo Giancaxio, Montallegro, Naro, Palma di Montechiaro, Porto Empedocle, Raffadali, Realmonte, Sant'Angelo Muxaro i Siculiana.
Va ser una antiga colònia grega anomenada Acragant (en grec antic: Ἀκράγας; llatí: Agrigentum).

## Història
Acragant (grec antic: Ἀκράγας) va ser una colònia de Gela fundada l'any 582 aC. Els primers dirigents en van ser Aristònous i Pistil i van incorporar-hi institucions dòries provinents de Rodes (de la qual Gela era colònia).
Cap a l'any 570 aC, Fàlaris la va sotmetre a la seva cruel tirania, cosa que la va portar a ser la ciutat més poderosa de Sicília, i va estendre el seu domini per les armes sobre bona part de l'illa. Una revolta popular contra la dominació de Falaris, el va enderrocar i matar. Durant els següents anys, va ser una ciutat lliure i, dels següents seixanta anys, se'n sap molt poc, només que entre els seus governants hi va haver Alcàmenes i Alcandre, de qui no se sap si eren magistrats o dèspotes, però sota el seu govern la ciutat va prosperar.
Després, la ciutat va estar governada per Teró d'Agrigent (circa 488 aC), que es va aliar a Geló I de Siracusa, va expulsar Teril·le d'Hímera i es va annexar els seus dominis. La ciutat encara es va engrandir més arran de la invasió cartaginesa de l'any 480 aC, quan es van fer molts presoners cartaginesos que van ser utilitzats per al cultiu dels camps i la construcció d'obres públiques i edificis a la ciutat. Teró va morir el 472 aC i el va succeir el seu fill Trasideu que, al contrari que el pare, va ser odiat pels ciutadans per la seva conducta violenta i va caure enderrocat només un any després.
Es va establir la democràcia, que va durar fins vora l'any 406 aC, amb la invasió cartaginesa, i que va ser una època molt pròspera; segons Diodor de Sicília, la ciutat va arribar als vint mil ciutadans lliures, però amb deu vegades més habitants comptant-hi residents i esclaus. Les grans obres públiques de la ciutat es van començar o acabar durant aquest període i van ser l'admiració de la posteritat. La ciutat tenia magnífics edificis públics i privats i la riquesa i la magnificència dels seus habitants es van fer gairebé proverbials. Es diu que Empèdocles va comentar que els habitants de la ciutat havien construir les seves cases com si haguessin de viure per sempre, però que les van muntar amb gran luxe com si haguessin de morir l'endemà.
L'expulsió de la dinastia  originada per Geló de Siracusa per part del rei dels sículs, Ducetius, va ser seguida per revolucions en moltes parts de Sicília. Va esclatar la guerra entre Agrigent i Siracusa i Agrigent va caure derrotada completament a la riba del riu Hímera l'any 446 aC. Després, el moderat Empèdocles va controlar les lluites faccioses. Va intentar establir la igualtat política i va afavorir els pobres perseguint els aristòcrates. Li van oferir el títol reial, que va refusar. Alguns diuen que va intentar aconseguir un govern basat en la igualtat civil, però això mai es va fer realitat, almenys no en vida seva.
L'any 415 aC, els atenencs van empendre la gran expedició a l'illa de Sicília i Acragant es va mantenir neutral, neutralitat que va mantenir quan Atenes ja estava pràcticament derrotada. Segesta va sol·licitar per motius interns la intervenció dels cartaginesos. La primera expedició cartaginesa va ser rebutjada (409 aC), però la segona, tres anys després, va triomfar amb la conquesta de Selinunt i Hímera. Els agrigentins, poc predisposats a la guerra, van organitzar un exèrcit mercenari lacedemoni sota comandament de Dexip i van tenir també l'ajut d'un exèrcit siracusà sota comandament de Dafneu, però els cartaginesos els van assetjar i van haver de capitular per fam al cap de vuit mesos. Molts habitants van morir massacrats i els que van sobreviure van emigrar a Gela. Els cartaginesos van ocupar la ciutat i la primavera següent (405 aC) la van destruir i abandonar. Tot i que Dionís de Siracusa va fer les paus amb Cartago, Acragant ja no es va recuperar, malgrat que els habitants hi van poder tornar. L'acord de pau impedia reconstruir les muralles.
Uns anys després, però, es van sostreure de la dominació cartaginesa i es van aliar altre cop amb Dionís. La pau del 383 aC va fixar la frontera dels dominis cartaginesos al riu Halicus.
La victòria de Timoleont a Crimissos el 340 aC va permetre una reorganització general. Acragant, que estava mig destruïda, seria colonitzada per ciutadans d'Èlea. Així, la ciutat es va recuperar i amb el temps va tornar la prosperitat.
Agàtocles, des del començament del seu govern a Siracusa, aspirava a dominar l'illa. Acragant es va aliar amb Gela i Messènia i va rebre assistència d'Esparta, que va enviar Acròtat, fill de Cleòmenes II. Acròtat va ser derrotat i Agrigent va haver de comprar la pau i va haver de reconèixer l'hegemonia de Siracusa (314 aC).
Absent Agàtocles (que era a l'Àfrica) l'any 309 aC, els seus partidaris van sofrir algunes derrotes a Sicília. Acragant va voler aconseguir l'hegemonia insular i va elegir com a cap el general Xenòdoc. Moltes ciutats es van fer independents. Enna i Gela es van unir a Agrigent, i Herbessus i Ecetla van ser conquerides. Però Xenòdoc va ser derrotat pels generals d'Agàtocles, Leptines i Demòfil, i la ciutat va quedar assetjada. En tornar Agàtocles poc després va recuperar tot el terreny perdut. Leptines va envair el territori agrigentí, va derrotar altre cop Xenòdoc i va obligar la ciutat a demanar la pau.
En morir Agàtocles, Acragant va passar a Fíntias, que va ser tirà de la ciutat i després va assumir el títol de rei. En aquesta època, es van sotmetre Agírion i altres ciutats de l'interior, i també Gela, que va ser destruïda i reconstruïda amb el nom de Fincíada. No se sap com va acabar perquè la següent notícia és l'arribada de Pirros, rei dels molossos, a Acragant, que estava dominada per Sosístrates amb una força de mercenaris, que es van sotmetre a l'epirota.
A la Primera Guerra Púnica, Acragant es va aliar als cartaginesos i el general Hanníbal Giscó va fortificar la ciutadella i va establir una guarnició a la ciutat. Els romans van atacar la ciutat l'any 262 aC sota la direcció dels cònsols Luci Postumi i Quint Mamili i la van assetjar, però les epidèmies van fer patir molt als assetjadors i als assetjats durant set mesos. El general cartaginès Hannó el Vell va auxiliar la ciutat amb un exèrcit, però els cònsols romans el van derrotar, i el general Hanníbal Giscó, comandant a l'interior, veient impossible resistir, es va escapar de nit amb els mercenaris i els soldats cartaginesos. Els romans la van ocupar i 25.000 ciutadans van ser convertits en esclaus. L'any 255 aC, després d'algunes derrotes romanes a la mar, el general cartaginès Cartal va recuperar Agrigent, i en va destruir les fortificacions. Ja no se'n sap res més fins al final de la guerra, quan va quedar sota domini de Roma.
A la Segona Guerra Púnica va ser inicialment fidel als romans, però el general cartaginès Himilcó la va atacar per sorpresa, i Marc Claudi Marcel no la va poder socórrer a temps. Va passar a ser la seu principal dels cartaginesos a l'illa. Va ser la darrera ciutat que el cònsol Marc Valeri Leví va ocupar quan ja tota l'illa havia estat reocupada pels romans, encara que finalment va ser senzill perquè els mercenaris númides comandats per Mutines, als que el general cartaginès Hannó havia ofès, la van lliurar als romans sense lluita (210 aC). Els caps locals van ser condemnats a mort i la resta venuts com a esclaus.
Tres anys després, es van establir a la ciutat colons provinents d'altres parts de l'illa per ordre del pretor Gai Mamili Vítul. Dos anys després, va obtenir privilegis de municipium i de ciutadania gràcies a Escipió l'africà. La ciutat es va tornar a engrandir i a fer pròspera. No va arribar a ser colònia, però va emetre moneda amb la inscripció Agkigentum, fins al temps de Cèsar August.
Era seu d'un bisbat, i els àrabs la van ocupar l'any 829, i la van desmantellar abans de 830 per temor a un retorn dels romans d'Orient. Cap als anys 937-941, la ciutat es va revoltar contra els fatimites i el governador de l'illa (amb seu a Palerm) Salim ibn Rashid, que va ser substituït pel general Khalil ben Ishak, enviat pel califa fatimita que va sotmetre Agrigent (àrab: Djirjent o Kirkent) es va emportar a Àfrica diversos notables presoners, als que va matar durant el trajecte fent enfonsar el vaixell que els traslladava. Després va estar sota domini dels emirs kalbites sicilians i quan el seu poder va minvar el 1040 va passar a formar part de l'emirat d'Ibn al-Hawwas de Castrogiovanni, que va tenir un palau a Djirjent. Poc abans de la conquesta normanda va caure en mans del zírida Ayyub ben Tamim i, tot seguit, d'un xerif hammudita andalusí que la va perdre davant el normand Roger el 25 de juliol de 1087. En endavant, va formar part de l'estat de Sicília i després de les Dues Sicílies.
Els seus edificis singulars principals eren el temple de Zeus Atabirios; el temple d'Atena, el temple de Zeus Polieus, i el gran temple de Zeus Olímpic, que es creu que era el temple dòric més gran mai construït (tot i que, probablement, inacabat arran de la invasió cartaginesa de 405 aC). També cal esmentar un temple d'Hèrcules amb una estàtua del deu, i un temple d'Asclepi amb una estàtua d'Apol·lo. Els temples de Juno Lacínia i el temple anomenat de la Concòrdia són de menys importància. Hi hagué també un petit temple conegut com a oratori de Falaris. D'època musulmana no resta res excepte el nom de porta Bibirria (de Bab al-Riyah, 'porta dels vents'), que encara s'utilitza en un racó de la ciutat, i uns 15 manuscrits que són a la biblioteca Lucchesiana.

## Administració
| Període | Identitat     | Partit |
| ------- | ------------- | ------ |
| 2007-   | Marco Zambuto | PdL    |

## Persones il·lustres
- Empèdocles, filòsof i polític
- Luigi Pirandello, premi Nobel de literatura
- Angelo Bonfiglio, president de Sicília
- Giuseppe La Loggia, president de Sicília
- Vincenzo Nestler, mestre d'escacs